# クォーコニウム
クォーコニウム (quarkonium) [複数形 : クォーコニア (quarkonia)] は、クォークおよびその反クォークで構成されたフレーバーのない中間子を言う。

## 概要
チャームクォークと反チャームクォークで構成されたクォーコニウムをチャーモニウム (Charmonium, cc) という。同様に、ボトムクォークの場合はボトモニウム (Botomonium, bb)、トップクォークの場合はトッポニウム (Toponium, tt) と言う。
トップクォークの質量は大きく、束縛状態を形成する前に電弱相互作用を通して崩壊するので、トッポニウムは存在しないとされている。通常、クォーコニウムとはチャーモニウムおよびボトモニウムのみを言う。より軽いクォーク (アップ、ダウンおよびストレンジ) は重いクォーク（チャームおよびボトム）よりもマッシヴではなく、実際の実験において観測される物理状態は軽いクォーク状態の量子力学的混合であるため、軽いクォーク - 反クォーク状態のどんなものもクォーコニウムとは言わない。チャームおよびボトムクォークとより軽いクォークは質量が大きく異なっており、これは与えられたフレーバーのクォーク - 反クォーク対についてよく定義された状態を生じる。
クォーコニウムの例として、J/ψ中間子（チャーモニウム）およびΥ中間子（ボトモニウム）がある。

## チャーモニウム状態
以下の表に示す粒子は、分光学的表記法と粒子の質量を用いて命名されている。また、いくつかの粒子については連続する励起系が表記されている。例えば、Ψ' はΨ の第一励起（歴史的な理由により、これはJ/ψ粒子と呼ばれる）、Ψ"は第二励起を表し、以下同様である。同じセル内の名前は同一粒子を指す。
いくつかの状態が予測されているが、それらはまだ同定されていない。そして、その他の状態の存在についてはまだ確証が取れていない。X(3872)粒子の量子数は未知である。その同定には議論があり、以下の状態であり得る:
- 11D2状態の候補.
- チャーモニウムハイブリッド状態.
- {\displaystyle D^{0}{\bar {D}}^{*0}}分子.

2005年、BaBar実験は新しい状態Y(4260)を発見したと報道した。CLEOとBelleはこれらの観測のための共同研究を行っている。最初にY(4260)がチャーモニウム状態であると考えられたが、実験による証拠はこれらがD"分子"、テトラクォークまたはハイブリッド中間子のようなより特殊な状態である可能性を示唆している。
| 項記号 n2S + 1LJ | IG(JPC) | 粒子             | 質量 (MeV/c2)  |
| ---------------- | ------- | ---------------- | -------------- |
| 1S0              | 0+(0−+) | ηc(1S)           | 2980.3±1.2     |
| 13S1             | 0−(1−)  | J/ψ(1S)          | 3096.916±0.011 |
| 1P1              | 0−(1+−) | hc(1P)           | 3525.93±0.27   |
| 13P0             | 0+(0++) | χc0(1P)          | 3414.75±0.31   |
| 13P1             | 0+(1++) | χc1(1P)          | 3510.66±0.07   |
| 13P2             | 0+(2++) | χc2(1P)          | 3556.20±0.09   |
| 21S0             | 0+(0−+) | ηc(2S)またはη′ c | 3637±4         |
| 23S1             | 0−(1−)  | ψ(3686)          | 3686.09±0.04   |
| 1D2              | 0+(2−+) | ηc2(1D)†         |                |
| 13D1             | 0−(1−)  | ψ(3770)          | 3772.92±0.35   |
| 13D2             | 0−(2−)  | ψ2(1D)           |                |
| 13D3             | 0−(3−)  | ψ3(1D)†          |                |
| 21P1             | 0−(1+−) | hc(2P)†          |                |
| 23P0             | 0+(0++) | χc0(2P)†         |                |
| 23P1             | 0+(1++) | χc1(2P)†         |                |
| 23P2             | 0+(2++) | χc2(2P)†         |                |
| ?                | 0?(??)† | X(3872)          | 3872.2±0.8     |
| ?                | ?(1−−)  | Y(4260)          | 4260+8 −9      |

注釈:
*確証が必要。
†予測されているが同定されていない。
†1−−チャーモニウム状態として解釈するには議論あり。

## ボトモニウム状態
以下の表に示す粒子は、分光学的表記法と粒子の質量を用いて命名されている。
いくつかの状態が予測されているが、それらはまだ同定されていない。そして、その他の状態の存在についてはまだ確証が取れていない。
| 項記号 n2S+1LJ | IG(JPC) | 粒子              | 質量 (MeV/c2)         |
| -------------- | ------- | ----------------- | --------------------- |
| 1S0            | 0+(0−+) | ηb(1S)            | 9388.9+3.1 −2.3 ± 2.7 |
| 13S1           | 0−(1−)  | Υ(1S)             | 9460.30±0.26          |
| 1P1            | 0−(1+−) | hb(1P)            |                       |
| 13P0           | 0+(0++) | χb0(1P)           | 9859.44±0.52          |
| 13P1           | 0+(1++) | χb1(1P)           | 9892.76±0.40          |
| 13P2           | 0+(2++) | χb2(1P)           | 9912.21±0.40          |
| 21S0           | 0+(0−+) | ηb(2S)            |                       |
| 23S1           | 0−(1−)  | Υ(2S)             | 10023.26±0.31         |
| 1D2            | 0+(2−+) | ηb2(1D)           |                       |
| 13D1           | 0−(1−)  | Υ(1D)             | 10161.1±1.7           |
| 13D2           | 0−(2−)  | Υ2(1D)            |                       |
| 13D3           | 0−(3−)  | Υ3(1D)            |                       |
| 21P1           | 0−(1+−) | hb(2P)            |                       |
| 23P0           | 0+(0++) | χb0(2P)           | 10232.5±0.6           |
| 23P1           | 0+(1++) | χb1(2P)           | 10255.46±0.55         |
| 23P2           | 0+(2++) | χb2(2P)           | 10268.65±0.55         |
| 3S1            | 0−(1−)  | Υ(3S)             | 10355.2±0.5           |
| 43S1           | 0−(1−)  | Υ(4S) or Υ(10580) | 10579.4±1.2           |
| 53S1           | 0−(1−)  | Υ(10860)          | 10865±8               |
| 63S1           | 0−(1−)  | Υ(11020)          | 11019±8               |

注釈:
*暫定的な結果。確証が必要。

## QCDとクォーコニウム
コンピュータによる中間子の性質の量子色力学 (QCD) 計算は完全に非摂動的である。その結果、一般的な手法では格子QCD (LQCD) を使った直接計算のみが利用可能である。しかしながら、他の手法も重いクォーコニウムについては同様に効果的である。
中間子内の軽いクォークは、束縛状態の質量はクォークの質量よりもかなり重いため、相対論的速度で運動する。しかしながら、クォーコニウム内のチャームおよびボトムクォークは十分に小さいので、それらの状態に対する相対論的効果の影響は中間子における場合に比べてかなり小さい。その速度vは、チャーモニウムの場合は光速のおおよそ0.3倍でボトモニウムの場合は光速のおおよそ0.1倍であると見積もられている。このとき、v/cおよびv2/c2の累乗部分を展開することによって近似的に計算することができる。この手法は非相対論的QCD (NRQCD) と呼ばれる。
NRQCDも格子ゲージ理論として量子化されている。格子ゲージ理論はLQCDを計算する際に用いられる方法の一つである。ボトモニウムの質量についてはかなり合意できる結果が発見されてきており、これはLQCDを非摂動的に検証する最良の材料の一つである。チャーモニウムの質量についての計算結果はボトモニウムのように合意が取れていないが、LQCDコミュニティはかれらの計算手法の改善活動を活発に行っている。クォーコニウム状態および状態間の遷移率の幅のような性質の計算についても、計算手法の改善活動がなされている。
有効ポテンシャルのモデルをクォーコニウム状態の質量を計算するために使用する方法は、初歩的だが効果的である。この手法では、クォーコニウム状態を包含するクォークの運動は非相対論的であるという事実を、クォークが静的ポテンシャル中を運動すると仮定するために使用する。これは水素原子の非相対論的モデルにおける仮定とかなり近い。最も有名なポテンシャルモデルの一つは、次のコーネルポテンシャル (Cornell potential) である。
{\displaystyle V(r)={\frac {a}{r}}+br}
ここで、{\displaystyle r}はクォーコニウム状態の有効半径で{\displaystyle a}および{\displaystyle b}はパラメータである。このポテンシャルは二つの部分を持つ。最初の部分{\displaystyle a/r}は、クォークとその反クォーク間で一つのグルーオンが交換されることによって誘導されるポテンシャルと一致する。この{\displaystyle 1/r}の形は電磁気力によって誘導された良く知られるクーロン的ポテンシャルと同一であり、これはポテンシャルのクーロン的部分として知られる。二番目の部分{\displaystyle br}は、ポテンシャルの限定 (confinement) 部分として知られる。これは、まだよく理解されていないQCDの非摂動的効果をパラメータ化する。一般的に、このモデルが使われたとき、クォークの波動関数は便宜的な形を取り、{\displaystyle a}および{\displaystyle b}はよく計測されたクォーコニウムの質量の計算結果とフィッティングすることによって決定される。相対論的およびその他の効果は、ポテンシャルに対する追加の項を付加することによってこのモデルに組み込まれる。これは、非相対論的量子力学で水素原子について行う方法とかなり近い。この方法は理論的には良い動機を持たないが、計算コストのかかる格子計算なしにクォーコニウムパラメータの正確な予測を可能にし、QCDによって生成されるクォーク／反クォークの力を理解するのに有用な短距離クーロン的効果と長距離限定効果の分離を可能にするため、有名である。
クォーコニウムはクォークグルーオンプラズマの形成を診断する手段としても示唆されてきた。プラズマ中の重いクォークの生成に依存して、クォーコニウム形成の消滅および増強が起こりうる。